# Wix.com
Wix.com es una compañía SaaS (Software-as-a-Service) que ofrece servicios de desarrollo web basados en la nube. La plataforma permite a los usuarios crear sitios web HTML5 y sitios móviles a través del uso de herramientas de arrastrar y soltar en línea. Los usuarios pueden agregar funcionalidades como plug-ins, e-commerce, formularios de contacto, marketing por correo electrónico, y foros comunitarios con sus sitios web utilizando una variedad de aplicaciones desarrolladas por Wix y de terceros.
Wix está creado en un modelo de negocio freemium, ganando sus ingresos a través de suscripciones prémium. Los usuarios deben comprar paquetes prémium para conectar sus sitios a sus propios dominios, eliminar los anuncios de Wix, añadir capacidades de comercio electrónico o comprar almacenamientos de datos y ancho de banda adicionales.

## Historia
Wix fue fundado en el 2006 por los israelíes Avishai Abrahami, Navad Abrahami y Giora Kaplan. La compañía, con sede en Tel Aviv, con oficinas en Brasil, Canadá, Alemania, India, Irlanda, Lituania, Estados Unidos y Ucrania, está respaldada por los inversores de "Capital".
La compañía entró en una fase beta abierta en 2007 usando una plataforma basada en Adobe Flash.
En abril de 2010 Wix tenía 3.5 millones de usuarios y recaudado $10 millones en financiación Serie C proporcionado por Benchmark Capital y los inversores existentes Besemer Venture Partners y Mangrove Capital Partners. En marzo de 2011, Wix tenía 8.5 millones de usuarios y recaudado $40 millones en financiación en Serie D, con lo que su financiación total a esa fecha ascendió a $61 millones. En abril de 2014, Wix anunció su adquisición de Appixia, una startup israelí para la creación de aplicaciones nativas de comercio móvil (M-Commerce). En octubre de 2014, Wix anunció su adquisición de OpenRest, un desarrollador de sistemas de pedidos en línea para restaurantes.
En agosto de 2014, Wix lanzó Wix Hotels, un sistema de reservas para hoteles, bed and breakfasts y alquileres vacacionales que utilizan las páginas web de Wix. Wix Music se lanzó en 2015 como una plataforma para que los músicos independientes comercialicen y vendan su música. Wix Restaurants se lanzó en 2016.

### Traslado a HTML5
En marzo de 2012, Wix lanzó un nuevo constructor de sitios HTML5, reemplazando la tecnología Adobe Flash. Los sitios existentes construidos en Flash continuaron siendo exportados, pero todos los nuevos clientes fueron dirigidos a la nueva plataforma HTML5.
En febrero de 2013, Wix reportó que el movimiento a HTML5 fue altamente exitoso, ayudando a atraer 25 millones de usuarios y generando ingresos anuales de $60 millones en 2012.
En 2016, Wix lanzó Wix ADI, la Inteligencia de Diseño Artificial (Artificial Design Intelligence) de Wix para construir sitios.
En diciembre de 2017, se lanzó Wix Code, una API para añadir colecciones de bases de datos y secuencias de comandos personalizadas en JavaScript.
En 2019, Wix lanza Velo, una plataforma de desarrollo full-stack que permite crear, gestionar e implementar apps web profesionales.
En marzo de 2020, Wix Code pasó a llamarse Corvid AP y, posteriormente, en enero de 2021, pasó de llamarse Corvid a Velo, para evitar el parecido con la actual pandemia COVID-19.
En agosto de 2023, Wix lanza Wix Studio, la plataforma de creación web definitiva para agencias, freelancers y grandes empresas.
En 2024, Wix lanza un creador de sitios web con inteligencia artificial. La plataforma Wix cuenta con más de 260 millones de usuarios registrados en todo el mundo.

### IPO en NASDAQ
El 6 de noviembre de 2013, Wix tenía una oferta pública de venta en NASDAQ, alcanzando alrededor de $127 millones para la compañía y algunos accionistas.
En abril de 2014, Wix anunció la adquisición de Appixia, una startup israelí para crear aplicaciones nativas de comercio móvil (mCommerce). En octubre de 2014, Wix anunció la adquisición de OpenRest, un desarrollador de sistemas de pedidos online para restaurantes.
El 23 de febrero de 2017, Wix adquirió la comunidad de arte online DeviantArt por 36 millones de dólares.
En febrero de 2020, Wix adquirió Inkfrog para vendedores de eBay.
El 2 de marzo de 2021, Wix adquirió SpeedETab, un proveedor de tecnología online para restaurantes con sede en Miami.
En mayo de 2021, Wix adquirió Rise.ai, un paquete de tarjetas regalo y reenganche de clientes para marcas online. Un mes más tarde, Wix adquirió Modalyst, un mercado y plataforma de envíos directos.